# L'Arme secrète (film)
Pour les articles homonymes, voir Arme secrète.
L'Arme secrète (The Hitman) est un film d'action d'Aaron Norris réalisé en 1991.

## Synopsis
Cliff Garett est un flic new-yorkais qui découvre au cours d'une enquête de routine que son partenaire, Ronny Delanay, n'est qu'un ripoux. Ce dernier, à la solde d'un groupe de trafiquants, le liquide pour ne pas être démasqué. Transporté à l'hôpital, Garett lutte contre la mort mais, pour ses supérieurs, il est officiellement mort.
Trois ans après, il refait surface sous une autre identité : Danny Grogan, un tueur dur et calculateur. Arme secrète de la DEA (Drug Enforcement Agency), il va devenir le bras droit de Marco Lugani, patron du crime organisé à Seattle, pour mieux le compromettre…

## Fiche technique
- Titre original : The Hitman
- Titre francophone : L'Arme secrète
- Année : 1991
- Réalisation : Aaron Norris
- Pays d'origine :  États-Unis
- Durée : 94 minutes
- Date de sortie France : VHS en 1992 - en DVD le 15 mai 2000

## Distribution
- Chuck Norris (VF : Bernard Tiphaine) : Cliff Garret / Danny Grogan « The Hitman »
- Michael Parks (VF : Joël Martineau) : Ronny 'Del' Delaney
- Al Waxman (VF : Marc De Georgi) : Marco Luganni
- Alberta Watson : Christine De Vera
- Salim Grant (VF : Mostéfa Stiti) : Tim Murphy
- Ken Pogue : Chambers